# Lista över fornlämningar i Vallentuna kommun (Frösunda)
Lista över fornlämningar i Vallentuna kommun (Frösunda) är en förteckning av ett urval av de fornlämningar som finns i Frösunda i Vallentuna kommun.
| Namn                              | Lämningstyp                 | Tillkomsttid | Historisk indelning | Plats | Läge                     | ID-nr          | Bild                                      |
| --------------------------------- | --------------------------- | ------------ | ------------------- | ----- | ------------------------ | -------------- | ----------------------------------------- |
| Frösunda 1:1                      | Stensättning                |              | Frösunda, Uppland   |       | 59.612849, 18.187295     | 10002000010001 | Ladda upp en bild av detta fornminne      |
| Frösunda 2:1                      | Gravfält                    |              | Frösunda, Uppland   |       | 59.623432, 18.177410     | 10002000020001 | Ladda upp en bild av detta fornminne      |
| Sjöhagsberget (Frösunda 3:1)      | Fornborg                    |              | Frösunda, Uppland   |       | 59.618419, 18.194835     | 10002000030001 | Ladda upp en bild av detta fornminne      |
| Frösunda 3:2                      | Stensättning                |              | Frösunda, Uppland   |       | 59.618218, 18.194604     | 10002000030002 | Ladda upp en bild av detta fornminne      |
| Frösunda 4:1                      | Gravfält                    |              | Frösunda, Uppland   |       | 59.618051, 18.157367     | 10002000040001 | Ladda upp en bild av detta fornminne      |
| Frösunda 5:1                      | Hög                         |              | Frösunda, Uppland   |       | 59.627164, 18.168505     | 10002000050001 | Ladda upp en bild av detta fornminne      |
| Frösunda 6:1                      | Gravfält                    |              | Frösunda, Uppland   |       | 59.629748, 18.155887     | 10002000060001 | Ladda upp en bild av detta fornminne      |
| Frösunda 7:1                      | Gravfält                    |              | Frösunda, Uppland   |       | 59.633382, 18.177643     | 10002000070001 | Ladda upp en bild av detta fornminne      |
| U 347 (Frösunda 8:1)              | Runristning                 |              | Frösunda, Uppland   |       | 59.631014, 18.184307     | 10002000080001 | Ladda upp en till bild av detta fornminne |
| Frösunda 10:1                     | Stensättning                |              | Frösunda, Uppland   |       | 59.625520, 18.179633     | 10002000100001 | Ladda upp en bild av detta fornminne      |
| Frösunda 10:2                     | Stensättning                |              | Frösunda, Uppland   |       | 59.625602, 18.179568     | 10002000100002 | Ladda upp en bild av detta fornminne      |
| Frösunda 10:3                     | Stensättning                |              | Frösunda, Uppland   |       | 59.625700, 18.179645     | 10002000100003 | Ladda upp en bild av detta fornminne      |
| Frösunda 10:4                     | Stensättning                |              | Frösunda, Uppland   |       | 59.625395, 18.179589     | 10002000100004 | Ladda upp en bild av detta fornminne      |
| Busbacken (Frösunda 11:1)         | Gravfält                    |              | Frösunda, Uppland   |       | 59.586975, 18.143461     | 10002000110001 | Ladda upp en bild av detta fornminne      |
| Frösunda 12:1                     | Hällristning                |              | Frösunda, Uppland   |       | 59.589088, 18.145888     | 10002000120001 | Ladda upp en bild av detta fornminne      |
| Frösunda 13:1                     | Hällristning                |              | Frösunda, Uppland   |       | 59.588664, 18.148557     | 10002000130001 | Ladda upp en bild av detta fornminne      |
| Frösunda 14:1                     | Gravfält                    |              | Frösunda, Uppland   |       | 59.584195, 18.144293     | 10002000140001 | Ladda upp en bild av detta fornminne      |
| Frösunda 15:1                     | Röse                        |              | Frösunda, Uppland   |       | 59.585278, 18.144799     | 10002000150001 | Ladda upp en bild av detta fornminne      |
| Frösunda 15:2                     | Stensättning                |              | Frösunda, Uppland   |       | 59.585198, 18.144760     | 10002000150002 | Ladda upp en bild av detta fornminne      |
| Frösunda 15:3                     | Stensättning                |              | Frösunda, Uppland   |       | 59.585071, 18.144842     | 10002000150003 | Ladda upp en bild av detta fornminne      |
| Frösunda 16:1                     | Gravfält                    |              | Frösunda, Uppland   |       | 59.585285, 18.149625     | 10002000160001 | Ladda upp en bild av detta fornminne      |
| Frösunda 17:1                     | Stensättning                |              | Frösunda, Uppland   |       | 59.581222, 18.149092     | 10002000170001 | Ladda upp en bild av detta fornminne      |
| Frösunda 19:1                     | Hög                         |              | Frösunda, Uppland   |       | 59.622388, 18.179105     | 10002000190001 | Ladda upp en bild av detta fornminne      |
| Frösunda 22:1                     | Stensättning                |              | Frösunda, Uppland   |       | 59.645409, 18.155683     | 10002000220001 | Ladda upp en bild av detta fornminne      |
| Frösunda 22:2                     | Stensättning                |              | Frösunda, Uppland   |       | 59.645626, 18.155591     | 10002000220002 | Ladda upp en bild av detta fornminne      |
| Frösunda 26:1                     | Gravfält                    |              | Frösunda, Uppland   |       | 59.637184, 18.173748     | 10002000260001 | Ladda upp en bild av detta fornminne      |
| Frösunda 28:1                     | Gravfält                    |              | Frösunda, Uppland   |       | 59.636441, 18.169050     | 10002000280001 | Ladda upp en bild av detta fornminne      |
| Frösunda 30:1                     | Grav- och boplatsområde     |              | Frösunda, Uppland   |       | 59.642671, 18.188583     | 10002000300001 | Ladda upp en bild av detta fornminne      |
| Frösunda 31:1                     | Gravfält                    |              | Frösunda, Uppland   |       | 59.640442, 18.192392     | 10002000310001 | Ladda upp en bild av detta fornminne      |
| Frösunda 34:1                     | Gravfält                    |              | Frösunda, Uppland   |       | 59.644365, 18.190716     | 10002000340001 | Ladda upp en bild av detta fornminne      |
| Frösunda 37:1                     | Hög                         |              | Frösunda, Uppland   |       | 59.651083, 18.184826     | 10002000370001 | Ladda upp en bild av detta fornminne      |
| Frösunda 37:2                     | Hög                         |              | Frösunda, Uppland   |       | 59.650902, 18.184921     | 10002000370002 | Ladda upp en bild av detta fornminne      |
| Frösunda 38:1                     | Gravfält                    |              | Frösunda, Uppland   |       | 59.652299, 18.164658     | 10002000380001 | Ladda upp en bild av detta fornminne      |
| Frösunda 39:1                     | Stensättning                |              | Frösunda, Uppland   |       | 59.652335, 18.166883     | 10002000390001 | Ladda upp en bild av detta fornminne      |
| Frösunda 40:1                     | Stensättning                |              | Frösunda, Uppland   |       | 59.647221, 18.156865     | 10002000400001 | Ladda upp en bild av detta fornminne      |
| Frösunda 40:2                     | Hög                         |              | Frösunda, Uppland   |       | 59.647121, 18.156947     | 10002000400002 | Ladda upp en bild av detta fornminne      |
| Frösunda 40:3                     | Hög                         |              | Frösunda, Uppland   |       | 59.647100, 18.157141     | 10002000400003 | Ladda upp en bild av detta fornminne      |
| Frösunda 41:1                     | Gravfält                    |              | Frösunda, Uppland   |       | 59.651916, 18.178391     | 10002000410001 | Ladda upp en bild av detta fornminne      |
| Frösunda 42:1                     | Gravfält                    |              | Frösunda, Uppland   |       | 59.651613, 18.172271     | 10002000420001 | Ladda upp en bild av detta fornminne      |
| Frösunda 43:1                     | Stensättning                |              | Frösunda, Uppland   |       | 59.654262, 18.180032     | 10002000430001 | Ladda upp en bild av detta fornminne      |
| Frösunda 44:1                     | Gravfält                    |              | Frösunda, Uppland   |       | 59.653679, 18.163102     | 10002000440001 | Ladda upp en bild av detta fornminne      |
| Frösunda 45:1                     | Röse                        |              | Frösunda, Uppland   |       | 59.655186, 18.158482     | 10002000450001 | Ladda upp en bild av detta fornminne      |
| Frösunda 46:1                     | Gravfält                    |              | Frösunda, Uppland   |       | 59.654177, 18.157685     | 10002000460001 | Ladda upp en bild av detta fornminne      |
| Frösunda 47:1                     | Hög                         |              | Frösunda, Uppland   |       | 59.648874, 18.155731     | 10002000470001 | Ladda upp en bild av detta fornminne      |
| Frösunda 47:2                     | Stensättning                |              | Frösunda, Uppland   |       | 59.648720, 18.155827     | 10002000470002 | Ladda upp en bild av detta fornminne      |
| Frösunda 47:3                     | Stensättning                |              | Frösunda, Uppland   |       | 59.648795, 18.155601     | 10002000470003 | Ladda upp en bild av detta fornminne      |
| Frösunda 48:1                     | Gravfält                    |              | Frösunda, Uppland   |       | 59.659343, 18.167925     | 10002000480001 | Ladda upp en bild av detta fornminne      |
| Frösunda 49:1                     | Hög                         |              | Frösunda, Uppland   |       | 59.655549, 18.179300     | 10002000490001 | Ladda upp en bild av detta fornminne      |
| Frösunda 50:1                     | Gravfält                    |              | Frösunda, Uppland   |       | 59.657083, 18.176518     | 10002000500001 | Ladda upp en bild av detta fornminne      |
| Draken backen (Frösunda 54:1)     | Gravfält                    |              | Frösunda, Uppland   |       | 59.652265, 18.150810     | 10002000540001 | Ladda upp en bild av detta fornminne      |
| Frösunda 56:1                     | Gravfält                    |              | Frösunda, Uppland   |       | 59.654001, 18.147324     | 10002000560001 | Ladda upp en bild av detta fornminne      |
| Frösunda 57:1                     | Gravfält                    |              | Frösunda, Uppland   |       | 59.655055, 18.147172     | 10002000570001 | Ladda upp en bild av detta fornminne      |
| Frösunda 58:1                     | Fornborg                    |              | Frösunda, Uppland   |       | 59.638281, 18.120599     | 10002000580001 | Ladda upp en bild av detta fornminne      |
| Borgringen (Frösunda 59:1)        | Fornborg                    |              | Frösunda, Uppland   |       | 59.652082, 18.116256     | 10002000590001 | Ladda upp en bild av detta fornminne      |
| Frösunda 60:1                     | Röse                        |              | Frösunda, Uppland   |       | 59.652290, 18.115933     | 10002000600001 | Ladda upp en bild av detta fornminne      |
| Frösunda 61:1                     | Stensättning                |              | Frösunda, Uppland   |       | 59.650370, 18.131382     | 10002000610001 | Ladda upp en bild av detta fornminne      |
| Frösunda 63:1                     | Stensättning                |              | Frösunda, Uppland   |       | 59.649096, 18.138449     | 10002000630001 | Ladda upp en bild av detta fornminne      |
| U 352 (Frösunda 67:1)             | Runristning                 |              | Frösunda, Uppland   |       | 59.658425, 18.141250     | 10002000670001 | Ladda upp en bild av detta fornminne      |
| Frösunda 68:1                     | Röse                        |              | Frösunda, Uppland   |       | 59.662554, 18.137505     | 10002000680001 | Ladda upp en bild av detta fornminne      |
| Frösunda 69:1                     | Gravfält                    |              | Frösunda, Uppland   |       | 59.663144, 18.133739     | 10002000690001 | Ladda upp en bild av detta fornminne      |
| Frösunda 70:1                     | Gravfält                    |              | Frösunda, Uppland   |       | 59.665085, 18.127877     | 10002000700001 | Ladda upp en bild av detta fornminne      |
| Frösunda 73:1                     | Hög                         |              | Frösunda, Uppland   |       | 59.665156, 18.131602     | 10002000730001 | Ladda upp en bild av detta fornminne      |
| Frösunda 73:2                     | Stensättning                |              | Frösunda, Uppland   |       | 59.665265, 18.131574     | 10002000730002 | Ladda upp en bild av detta fornminne      |
| Frösunda 73:3                     | Stensättning                |              | Frösunda, Uppland   |       | 59.665204, 18.131410     | 10002000730003 | Ladda upp en bild av detta fornminne      |
| Frösunda 74:1                     | Gravfält                    |              | Frösunda, Uppland   |       | 59.660034, 18.121122     | 10002000740001 | Ladda upp en bild av detta fornminne      |
| Frösunda 75:1                     | Gravfält                    |              | Frösunda, Uppland   |       | 59.678833, 18.148392     | 10002000750001 | Ladda upp en bild av detta fornminne      |
| Frösunda 77:1                     | Gravfält                    |              | Frösunda, Uppland   |       | 59.614951, 18.141303     | 10002000770001 | Ladda upp en bild av detta fornminne      |
| Frösunda 79:1                     | Gravfält                    |              | Frösunda, Uppland   |       | 59.616209, 18.134503     | 10002000790001 | Ladda upp en bild av detta fornminne      |
| Frösunda 80:1                     | Gravfält                    |              | Frösunda, Uppland   |       | 59.617100, 18.139314     | 10002000800001 | Ladda upp en bild av detta fornminne      |
| Frösunda 83:1                     | Röse                        |              | Frösunda, Uppland   |       | 59.624083, 18.137398     | 10002000830001 | Ladda upp en bild av detta fornminne      |
| Frösunda 86:1                     | Röse                        |              | Frösunda, Uppland   |       | 59.658709, 18.094841     | 10002000860001 | Ladda upp en bild av detta fornminne      |
| Frösunda 86:2                     | Stensättning                |              | Frösunda, Uppland   |       | 59.658937, 18.095031     | 10002000860002 | Ladda upp en bild av detta fornminne      |
| Frösunda 90:1                     | Stensättning                |              | Frösunda, Uppland   |       | 59.601036, 18.138277     | 10002000900001 | Ladda upp en bild av detta fornminne      |
| Frösunda 90:2                     | Stensättning                |              | Frösunda, Uppland   |       | 59.600986, 18.138611     | 10002000900002 | Ladda upp en bild av detta fornminne      |
| Frösunda 92:1                     | Gravfält                    |              | Frösunda, Uppland   |       | 59.601912, 18.139641     | 10002000920001 | Ladda upp en bild av detta fornminne      |
| U 351 (Frösunda 93:1)             | Runristning                 |              | Frösunda, Uppland   |       | 59.602662, 18.139876     | 10002000930001 | Ladda upp en bild av detta fornminne      |
| Frösunda 94:1                     | Hög                         |              | Frösunda, Uppland   |       | 59.604826, 18.142924     | 10002000940001 | Ladda upp en bild av detta fornminne      |
| Frösunda 95:1                     | Gravfält                    |              | Frösunda, Uppland   |       | 59.604264, 18.141062     | 10002000950001 | Ladda upp en bild av detta fornminne      |
| Frösunda 96:1                     | Stensättning                |              | Frösunda, Uppland   |       | 59.584852, 18.143821     | 10002000960001 | Ladda upp en bild av detta fornminne      |
| Frösunda 97:1                     | Röse                        |              | Frösunda, Uppland   |       | 59.583162, 18.147837     | 10002000970001 | Ladda upp en bild av detta fornminne      |
| Frösunda 97:2                     | Röse                        |              | Frösunda, Uppland   |       | 59.583088, 18.148595     | 10002000970002 | Ladda upp en bild av detta fornminne      |
| Frösunda 97:3                     | Stensättning                |              | Frösunda, Uppland   |       | 59.583140, 18.148120     | 10002000970003 | Ladda upp en bild av detta fornminne      |
| Frösunda 98:1                     | Stensättning                |              | Frösunda, Uppland   |       | 59.584664, 18.150839     | 10002000980001 | Ladda upp en bild av detta fornminne      |
| Frösunda 98:2                     | Stensättning                |              | Frösunda, Uppland   |       | 59.584632, 18.150589     | 10002000980002 | Ladda upp en bild av detta fornminne      |
| Frösunda 98:3                     | Stensättning                |              | Frösunda, Uppland   |       | 59.584463, 18.151076     | 10002000980003 | Ladda upp en bild av detta fornminne      |
| Frösunda 98:4                     | Stensättning                |              | Frösunda, Uppland   |       | 59.584230, 18.151046     | 10002000980004 | Ladda upp en bild av detta fornminne      |
| Frösunda 99:1                     | Gravfält                    |              | Frösunda, Uppland   |       | 59.588644, 18.159819     | 10002000990001 | Ladda upp en bild av detta fornminne      |
| Frösunda 100:1                    | Gravfält                    |              | Frösunda, Uppland   |       | 59.580387, 18.148142     | 10002001000001 | Ladda upp en bild av detta fornminne      |
| Frösunda 101:1                    | Stensättning                |              | Frösunda, Uppland   |       | 59.599763, 18.140320     | 10002001010001 | Ladda upp en bild av detta fornminne      |
| Frösunda 101:2                    | Stensättning                |              | Frösunda, Uppland   |       | 59.599627, 18.139868     | 10002001010002 | Ladda upp en bild av detta fornminne      |
| Frösunda 102:1                    | Gravfält                    |              | Frösunda, Uppland   |       | 59.606289, 18.164581     | 10002001020001 | Ladda upp en bild av detta fornminne      |
| Frösunda 103:1                    | Gravfält                    |              | Frösunda, Uppland   |       | 59.653737, 18.152849     | 10002001030001 | Ladda upp en bild av detta fornminne      |
| Frösunda 104:1                    | Gravfält                    |              | Frösunda, Uppland   |       | 59.655100, 18.141507     | 10002001040001 | Ladda upp en bild av detta fornminne      |
| Frösunda 105:1                    | Stensättning                |              | Frösunda, Uppland   |       | 59.655103, 18.139598     | 10002001050001 | Ladda upp en bild av detta fornminne      |
| Frösunda 105:2                    | Hög                         |              | Frösunda, Uppland   |       | 59.654949, 18.139677     | 10002001050002 | Ladda upp en bild av detta fornminne      |
| Frösunda 105:3                    | Hög                         |              | Frösunda, Uppland   |       | 59.654797, 18.139614     | 10002001050003 | Ladda upp en bild av detta fornminne      |
| Frösunda 106:1                    | Hällristning                |              | Frösunda, Uppland   |       | 59.653530, 18.140706     | 10002001060001 | Ladda upp en bild av detta fornminne      |
| Frösunda 107:1                    | Gravfält                    |              | Frösunda, Uppland   |       | 59.649947, 18.132682     | 10002001070001 | Ladda upp en bild av detta fornminne      |
| Frösunda 108:2                    | Stensättning                |              | Frösunda, Uppland   |       | 59.650086, 18.096068     | 10002001080002 | Ladda upp en bild av detta fornminne      |
| Frösunda 108:3                    | Stensättning                |              | Frösunda, Uppland   |       | 59.650121, 18.095745     | 10002001080003 | Ladda upp en bild av detta fornminne      |
| Frösunda 109:1                    | Gravfält                    |              | Frösunda, Uppland   |       | 59.667400, 18.123898     | 10002001090001 | Ladda upp en bild av detta fornminne      |
| Frösunda 110:1                    | Stensättning                |              | Frösunda, Uppland   |       | 59.666638, 18.126124     | 10002001100001 | Ladda upp en bild av detta fornminne      |
| Frösunda 110:2                    | Stensättning                |              | Frösunda, Uppland   |       | 59.666862, 18.126157     | 10002001100002 | Ladda upp en bild av detta fornminne      |
| Frösunda 110:3                    | Stensättning                |              | Frösunda, Uppland   |       | 59.666500, 18.125228     | 10002001100003 | Ladda upp en bild av detta fornminne      |
| Frösunda 111:1                    | Gravfält                    |              | Frösunda, Uppland   |       | 59.652920, 18.176149     | 10002001110001 | Ladda upp en bild av detta fornminne      |
| Frösunda 113:1                    | Hög                         |              | Frösunda, Uppland   |       | 59.635449, 18.187506     | 10002001130001 | Ladda upp en bild av detta fornminne      |
| Frösunda 114:1                    | Gravfält                    |              | Frösunda, Uppland   |       | 59.635005, 18.187189     | 10002001140001 | Ladda upp en bild av detta fornminne      |
| Frösunda 115:1                    | Hög                         |              | Frösunda, Uppland   |       | 59.677870, 18.148681     | 10002001150001 | Ladda upp en bild av detta fornminne      |
| Frösunda 115:2                    | Stensättning                |              | Frösunda, Uppland   |       | 59.677983, 18.148530     | 10002001150002 | Ladda upp en bild av detta fornminne      |
| Frösunda 116:1                    | Gravfält                    |              | Frösunda, Uppland   |       | 59.668455, 18.120843     | 10002001160001 | Ladda upp en bild av detta fornminne      |
| Frösunda 117:1                    | Gravfält                    |              | Frösunda, Uppland   |       | 59.589724, 18.140602     | 10002001170001 | Ladda upp en bild av detta fornminne      |
| Frösunda 123:1                    | Stensättning                |              | Frösunda, Uppland   |       | 59.649206, 18.154376     | 10002001230001 | Ladda upp en bild av detta fornminne      |
| Frösunda 123:2                    | Stensättning                |              | Frösunda, Uppland   |       | 59.649118, 18.154408     | 10002001230002 | Ladda upp en bild av detta fornminne      |
| Frösunda 123:3                    | Stensättning                |              | Frösunda, Uppland   |       | 59.649146, 18.154218     | 10002001230003 | Ladda upp en bild av detta fornminne      |
| Frösunda 123:4                    | Grav markerad av sten/block |              | Frösunda, Uppland   |       | 59.649081, 18.154047     | 10002001230004 | Ladda upp en bild av detta fornminne      |
| Frösunda 131:1                    | Stensättning                |              | Frösunda, Uppland   |       | 59.616786, 18.135072     | 10002001310001 | Ladda upp en bild av detta fornminne      |
| Frösunda 137:1                    | Gravfält                    |              | Frösunda, Uppland   |       | 59.619236, 18.154870     | 10002001370001 | Ladda upp en bild av detta fornminne      |
| Frösunda 144:1                    | Lägenhetsbebyggelse         |              | Frösunda, Uppland   |       | 59.630256, 18.187394     | 10002001440001 | Ladda upp en bild av detta fornminne      |
| Haverlandstorpet (Frösunda 146:1) | Lägenhetsbebyggelse         |              | Frösunda, Uppland   |       | 59.629752, 18.192748     | 10002001460001 | Ladda upp en bild av detta fornminne      |
| Frösunda 151:1                    | Lägenhetsbebyggelse         |              | Frösunda, Uppland   |       | 59.636232, 18.181722     | 10002001510001 | Ladda upp en bild av detta fornminne      |
| Frösunda 155:1                    | Husgrund, historisk tid     |              | Frösunda, Uppland   |       | 59.642259, 18.188420     | 10002001550001 | Ladda upp en bild av detta fornminne      |
| Frösunda 157:1                    | Stensättning                |              | Frösunda, Uppland   |       | 59.681051, 18.147111     | 10002001570001 | Ladda upp en bild av detta fornminne      |
| Frösunda 157:2                    | Stensättning                |              | Frösunda, Uppland   |       | 59.681095, 18.147221     | 10002001570002 | Ladda upp en bild av detta fornminne      |
| Frösunda 157:3                    | Stensättning                |              | Frösunda, Uppland   |       | 59.681143, 18.147035     | 10002001570003 | Ladda upp en bild av detta fornminne      |
| Dammen (Frösunda 160:1)           | Lägenhetsbebyggelse         |              | Frösunda, Uppland   |       | 59.652048, 18.166276     | 10002001600001 | Ladda upp en bild av detta fornminne      |
| Frösunda 162                      | Röse                        |              | Frösunda, Uppland   |       | 59.649391, 18.110135     | 12000000106893 | Ladda upp en bild av detta fornminne      |
| Frösunda 163                      | Stensättning                |              | Frösunda, Uppland   |       | 59.656717, 18.151097     | 12000000119289 | Ladda upp en bild av detta fornminne      |
| U Fv1993;231 (Frösunda 165)       | Runristning                 |              | Frösunda, Uppland   |       | 59.6215888, 18.000288888 | 12000000202090 | Ladda upp en till bild av detta fornminne |